# The Ring of the Nibelung

The Ring of the Nibelung est une adaptation en bande dessinée du cycle d'opéra de Richard Wagner L'Anneau du Nibelung réalisée par P. Craig Russell avec l'aide du metteur en scène Patrick Mason. Publiée en 2000 et 2001 en quatre mini-séries de trois ou quatre comic books par Maverick, elle est recueillie en album en 2002 chez Dark Horse Comics. Elle reste inédite en français.

## Prix et récompenses
- 2001 : Prix Eisner de la meilleure mini-série